# Zazubi Zauberlehrling
Zazubi Zauberlehrling ist ein 1998 im Aare Verlag erschienenes Kinderbuch von Hilde Kähler-Timm für Kinder zwischen acht und zehn Jahren. Es enthält die Geschichten Zazubi Zauberlehrling und Glück gehabt, Zaubermaus!
Die Illustrationen stammen von Eva Czerwenka.

## Handlung
Zazubi ist ein junger Zauberlehrling, der mit zwei Gesellen und einem Zaubermeister in dessen Werkstatt lebt. Obwohl er gern wie die Gesellen zaubern möchte, muss Zazubi Hilfstätigkeiten ausüben. Da Zazubi etwas naiv wirkt, ergeht es ihm schlecht. Einmal zieht er ein Mädchen an den Haaren, ohne zu wissen, dass sich hinter dem Mädchen der Zauberer verbirgt, und erhält darauf eine Ohrfeige. Ein anderes Mal löscht er ein Feuer, als die zwei Gesellen gerade den „Wie-wird-man-ein-flammendes-Feuer“-Trick ausprobieren. Zazubi eifert dem Zauberer nach und übt täglich seine Zaubertricks. Aber oft missglücken seine Tricks, was zur Folge hat, dass sich die beiden Gesellen häufig über ihn lustig machen.
Eines Tages geht der Meister auf Dienstreise. Zazubi jedoch muss zu Hause bleiben und Staub wischen, obwohl er liebend gern mitgefahren wäre. Wütend macht er sich an die Arbeit. Als er sich erschöpft in den Schaukelstuhl des Meisters setzt, stößt er gegen ein Bücherregal, worauf ein Zauberbuch aus dem Regal fällt und sich vor seinen Füßen öffnet. Neugierig blättert er in dem Zauberbuch herum und entdeckt einen Zauberspruch, mit dessen Hilfe man im Handumdrehen Bücher entstauben kann. Nach anfänglichen Schwierigkeiten spricht er die magischen Worte aus. Wie von Geisterhand schwenken plötzlich die Bücher hin und her, breiten ihre Buchdeckel wie Flügel aus und fliegen durch den Raum, worauf der Staub sich von den Büchern löst und auf den Boden fällt. Nach und nach fliegen immer mehr Zauberbücher in der Luft. Die Situation gerät außer Kontrolle und Zazubi versinkt im Staub. Als er um Hilfe schreit, taucht der Meister plötzlich auf und bringt mit einem Gegenspruch die Bücher an ihren ursprünglichen Platz zurück. Nachdem er das Chaos beseitigt hat, belehrt er Zazubi, es sei nötig, beim Zaubern immer den passenden Gegenspruch zu kennen, und nimmt schließlich den Zauberlehrling auf seine Dienstreise mit.

## Hintergründe
Als Vorlage für diese Zaubergeschichte diente der Zauberlehrling, eine Ballade von Johann Wolfgang von Goethe, in der der Zauberlehrling in Abwesenheit des Meisters zaubert, der Situation bald nicht mehr gewachsen ist und der Meister ihm zu Hilfe eilen muss.

## Ausgaben
- Hilde Kähler-Timm: Zazubi Zauberlehrling – Zwei Zaubergeschichten. Aare Verlag (Sauerländer AG), Aarau, Frankfurt am Main, Salzburg 1998, ISBN 3-7260-0513-7, S. 63.
- M. Deppe-Spinelli, T. Lotz (Regie und Produktion): Zauberlehrlinge. Uccello Verlag, Seefeld 2001, CD, Sprecher: Martin Baltscheit, Willi Hagemeier, Luca Spinelli, Clemens von Ramin, ISBN 3-933005-76-0.